# Jan Górski (agronom)
Jan Górski z Falęcina herbu Bożawola (ur. 8 maja 1827 w Woli Pękoszewskiej, zm. 4 sierpnia 1898 tamże) – polski agronom, szlachcic.

## Życiorys

### Dzieciństwo
Jan Górski urodził się w majątku rodzinnym, w Woli Pękoszewskiej. Jego rodzicami chrzestnymi byli : wielki książę Konstanty Pawłowicz Romanow i Joanna Łowicka. Początkowo uczęszczał do gimnazjum filologicznego w Warszawie. Po zdaniu matury rozpoczął studia na Uniwersytecie Berlińskim, których jednak nie ukończył.

### Małżeństwo i praca
W 1858 Jan Górski poślubił Marię hr. Łubieńską. Niedługo potem przejął rodzinne gospodarstwo w Woli Pękoszewskiej. Jedną z pierwszych jego decyzji, jako właściciela wsi, było zniesienie pańszczyzny i ofiarowanie chłopom części gruntów na własność. W połowie XIX wieku Jan i jego brat Konstanty przyczynili się do otwarcia szpitala w Rawie Mazowieckiej.  Jan Górski jako jeden z pierwszych w Polsce zaprowadził zarodową owczarnię. Założył także uprawę chmielu i prowadził gorzelnię.

### Starość i śmierć
Po wybuchu powstania styczniowego Górski przeniósł się do Warszawy. Wskutek przeżyć nerwowych odnowiła się u niego gruźlica, na którą chorował od dzieciństwa, wyjechał więc na leczenie za granicę. Jesienią 1865 r. powrócił do Woli Pękoszewskiej. W latach 1887–1898 był kuratorem osady Studziec, która należała do Towarzystwa Osad Rolnych i Przytułków Rzemieślniczych. Jan Górski zmarł 8 maja 1898 r. w Woli Pękoszewskiej i został pochowany na cmentarzu w Jeruzalu.

## Życie prywatne
Z małżeństwa z Marią Łubieńską miał ośmioro dzieci: 
- Emanuela
- Marię
- Zofię
- Konstantego – pisarza i krytyka literackiego
- Ludwika – polityka
- Antoniego
- Jana
- Pię – znaną polską malarkę

### Wywód przodków
| 4. Jan Górski            |  |                      |  |  |               |
|                          |  | 2. Franciszek Górski |  |  |               |
| 5. Katarzyna Białobłocka |  |                      |  |  |               |
|                          |  |                      |  |  | 1. Jan Górski |
| 6. Michał Krępski        |  |                      |  |  |               |
|                          |  | 3. Teodozja Krępska  |  |  |               |
| 7. Katarzyna Mickiewicz  |  |                      |  |  |               |
|                          |  |                      |  |  |               |